# Xkichmook
Xkichmook ist eine kleine Ruinenstätte der klassischen Maya-Kultur in Yucatán im Übergangsgebiet zwischen Puuc-Stil und Chenes-Stil, deren Kombination hier sehr deutlich zu beobachten ist.
Seinen ersten Besuch in Xkichmook berichtet Edward Herbert Thompson für das Jahr 1886; ab dem Jahr 1891 nahm er Grabungen vor, über die er einen Bericht veröffentlichte. Teoberto Maler erfuhr nach eigenen Worten erst Mitte 1887 von Xkichmook (das er Xkichmol nennt), eindeutig erst nach Thompson, hat jedoch seine Entdeckung auf einem Plan (wohl aus Konkurrenzgründen) vordatiert.
Xkichmook liegt rund 600 m südlich des kleinen Weilers San Pedro Dzula und 46 km südlich von Oxkutzcab.
Wie die meisten Siedlungen der spätklassischen Mayakultur in den Regionen von Puuc und Chenes besteht auch Xkichmook aus mehreren unterschiedlich großen Gruppen. Sie sind auf den Kuppen von mehreren eng benachbarten Hügeln angeordnet. In Xkichmook haben außer den Grabungen von Thompson nur kleinere Konsolidierungsarbeiten durch das INAH stattgefunden.

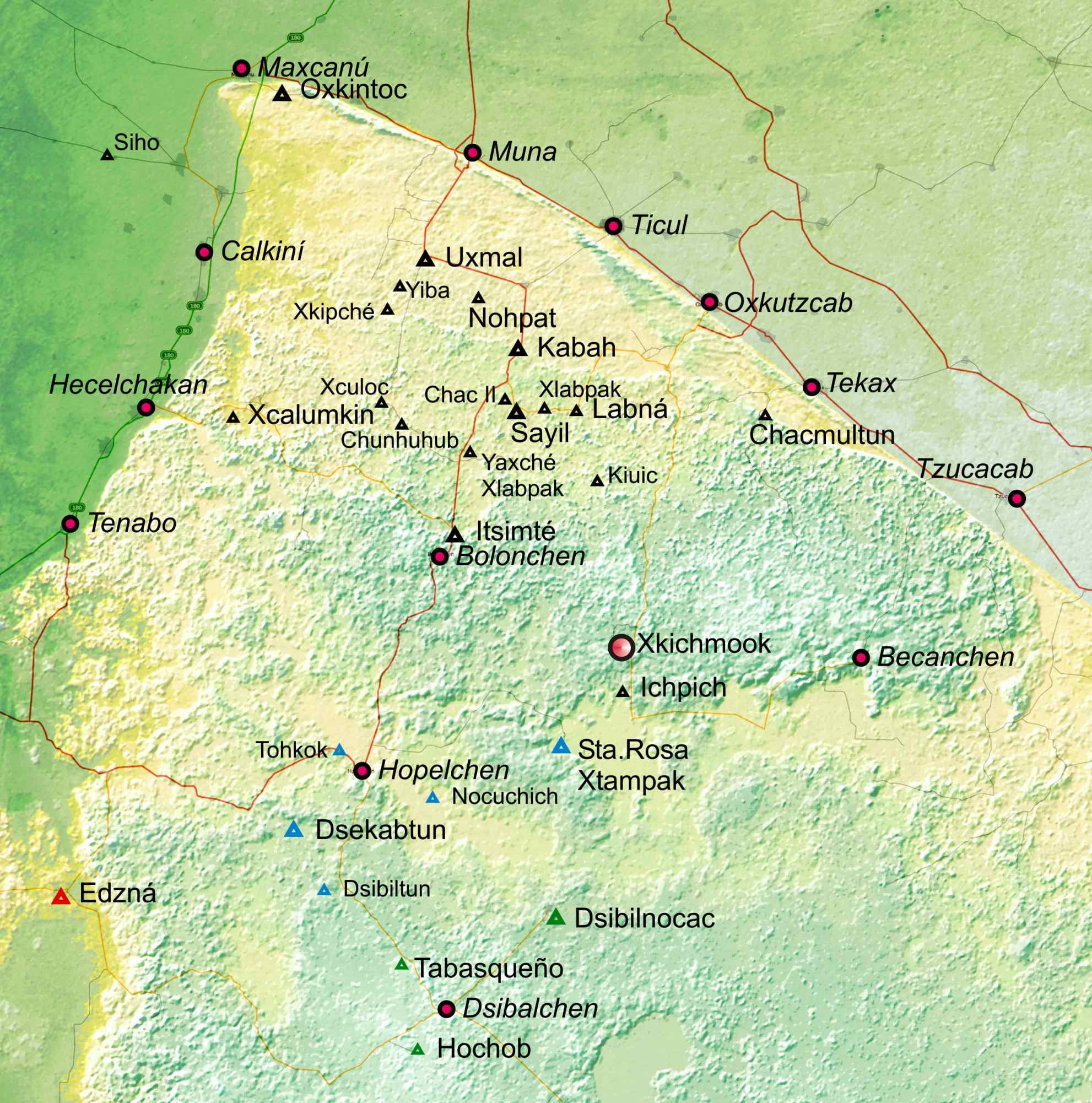
Lage von Xkichmook

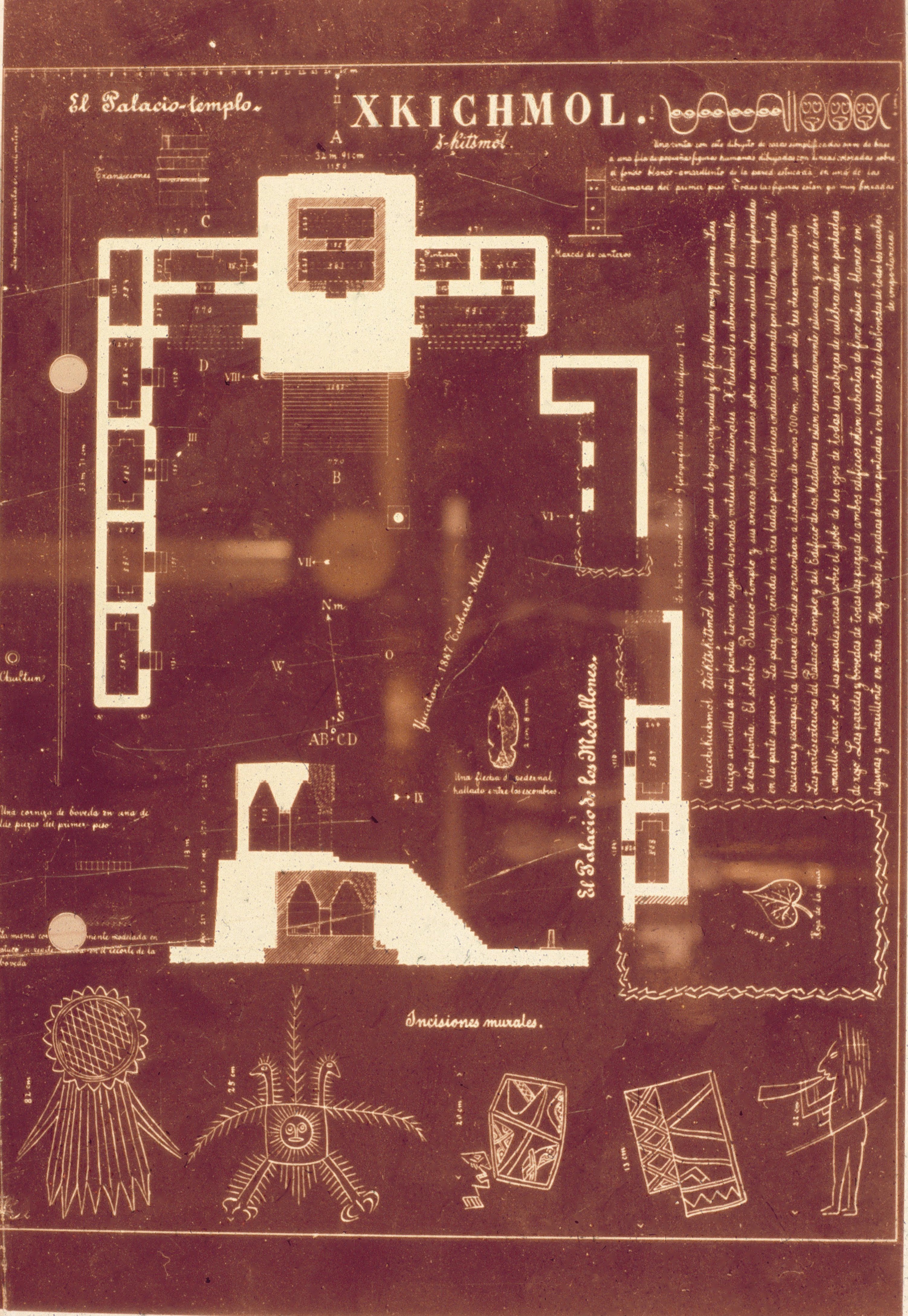
Plan von Xkichmook (T. Maler 1887)

## Nordwest-Gruppe
Die größte und bedeutendste Gruppe liegt im Nordwesten der Siedlung direkt am nördlichen Abhang des Hügels, über den man modern den Ort erreicht. Der Abhang ist deutlich terrassiert.
Die Gruppe besteht aus vier oder fünf von Gebäuden eingeschlossenen rechteckigen Höfen. Die Nummerierung der Gebäude stammt von Thompson. Zumeist in der Mitte der Höhe, aber auch an den Rändern der Terrassen befinden sich die Öffnungen von Zisternen (chultuns), die teilweise allerdings eingestürzt sind.

### Gebäude 1 oder der Palast
Das Gebäude ist das größte und bedeutendste des Ortes. Es besteht aus einer Kette von 5 Räumen, die im rechten Winkel an eine andere Kette angefügt worden war, die aus zwei mal zwei Räumen gebildet wird. In der Mitte befindet sich eine gemauerte, vielleicht später errichtete hohe Plattform Pyramide mit nahezu senkrechten, gestuften und fassadenartigen Wänden und einer nach Süden gerichteten Treppe. Auf der oberen Plattform steht ein kleines Gebäude aus zwei hintereinander angeordneten Räumen. Die Eingänge aller Räume sind zum Hofe hin orientiert, bis auf den äußersten Raum im Nordwesten, der seinen Eingang nach Westen hat. Dies ist erstaunlich, da sich an dieser Stelle kein Hof befindet, sondern das Gebäude dort auf einer hohen und steilen Plattform steht und sich im Schutt keine Treppe abzeichnet.

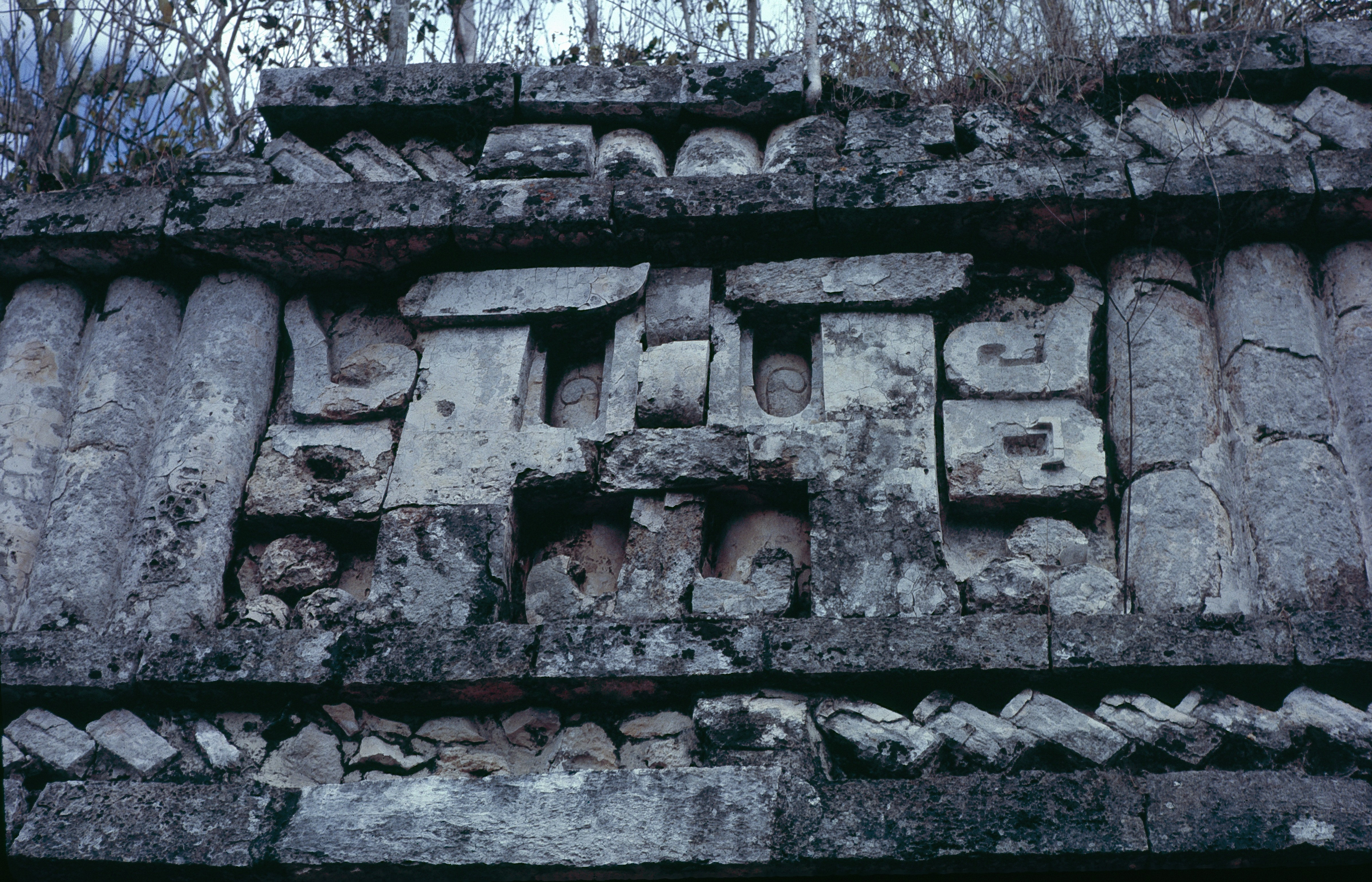
„Flache“ Maske über Türeingang im „Palast“

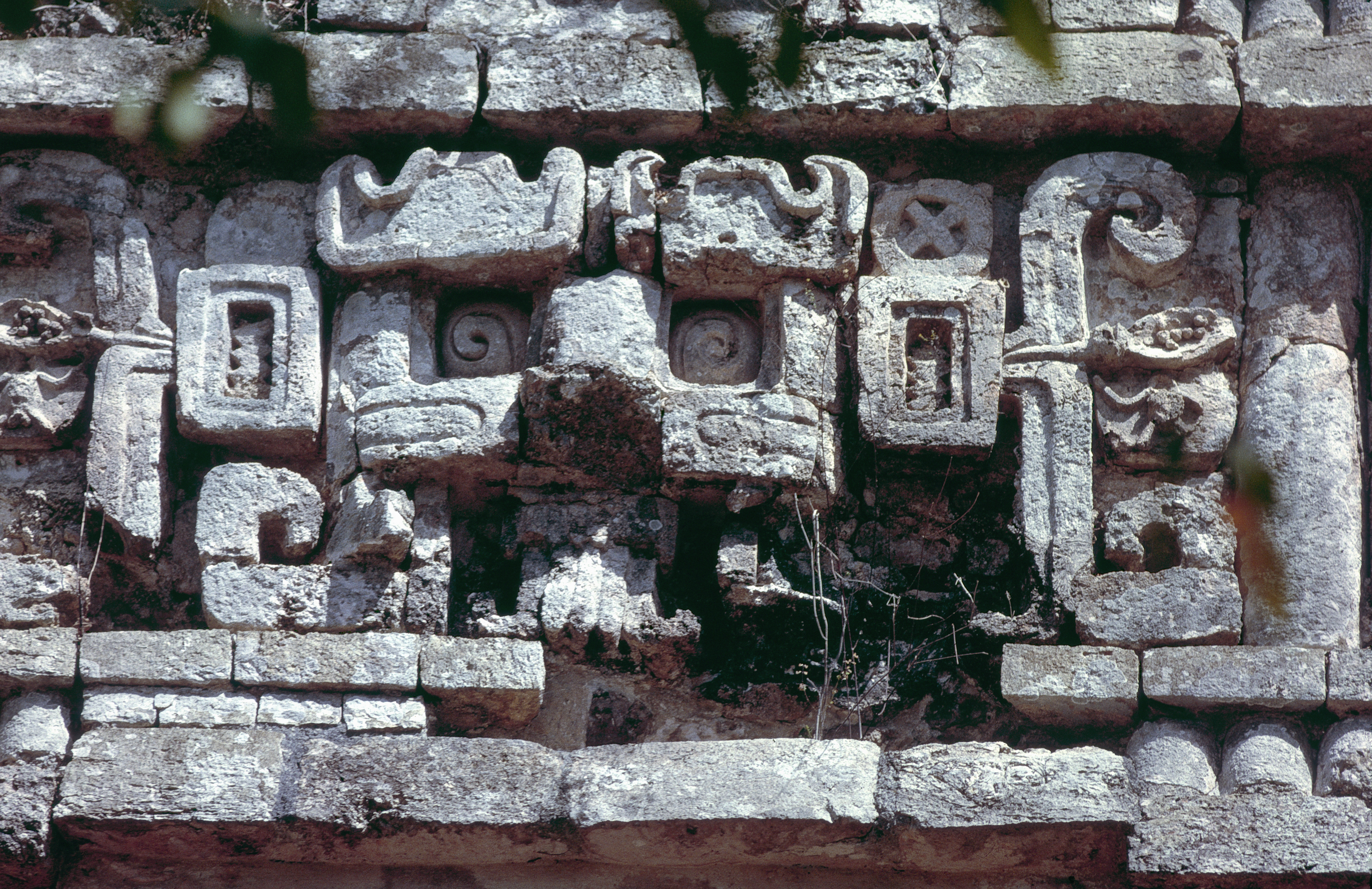
Maske über Türeingang im „Palast“

Das Gebäude folgt in seiner Gliederung den Prinzipien des Chenes-Stils. Insbesondere die Fassadengestaltung des längeren Flügels, mit etwas vorspringenden Teilen und eingezogenen, schmalen Absätzen in der Mitte zwischen den Türen. Andrews vermutet, dass die südlichsten drei Räume später angefügt wurden, allerdings wohl nach keiner längeren Unterbrechung. Es kann sich aber ebenso um einen konstruktionsbedingten Bauabschnitt handeln.

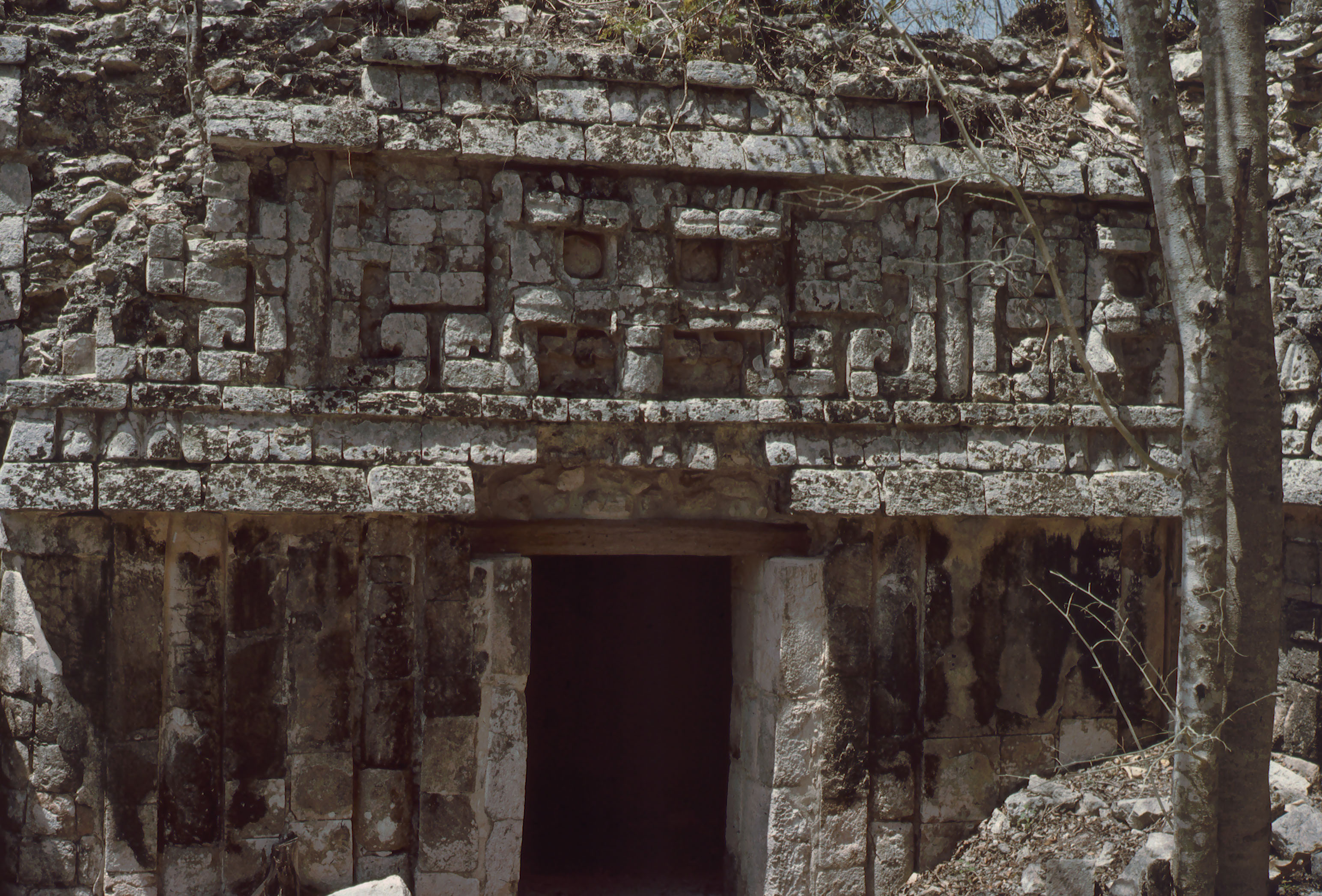
Eingang im westlichen Flügel des „Palastes“

Die Flügel zu beiden Seiten der Pyramide zeichnen sich durch zumindest in Resten erhaltenen Malereien auf der Unterseite der in der Mitte der Räume liegenden Gewölbedecksteine aus. Allerdings ist der größte Teil des Stucküberzuges, auf dem die Malerei angebracht war, abgefallen. Das schmale Gesimsband unter der Reihe der Gewölbedecksteine ist in dickem Stuck ausgeführt und zeigt eine sägezahnähnliche Form (ähnlich auch im nahe gelegenen Santa Rosa Xtampak). Auffällig sind auch die großen, als aus der Wand herausstehende Ringe ausgeführten Vorhanghalter an der Innenwand zu beiden Seiten der Türen, und in einigen Fällen auch oberhalb. Sie ersetzen die weit kleineren entsprechenden Vorrichtungen im Puuc-Stil.

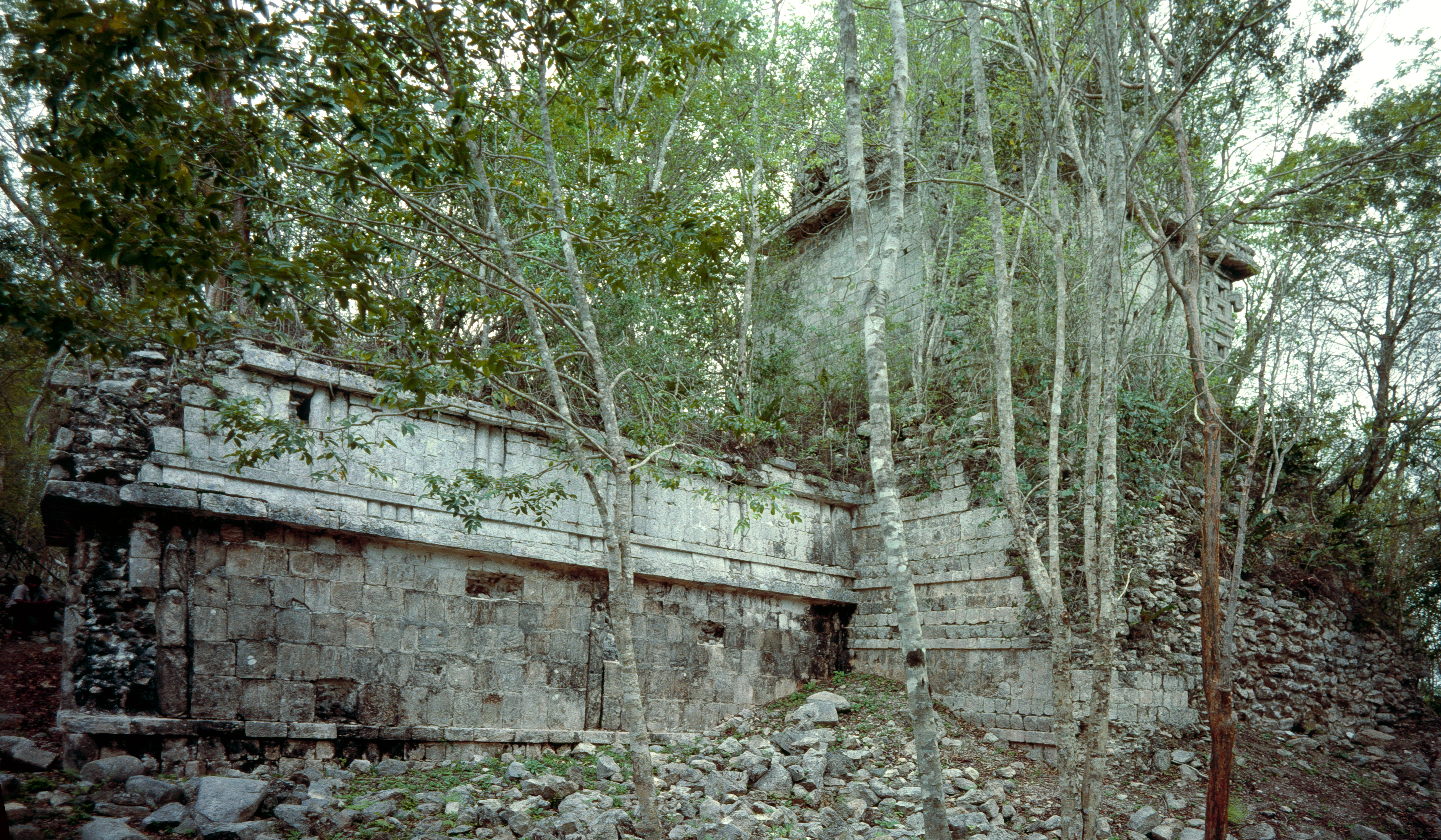
Palast, Rückseite mit Pyramidensockel und Bau im zweiten Stockwerk

Die Außenwände des oben als Pyramide bezeichneten Baues sind zum Hof hin in mehreren Registern, horizontalen Abteilungen, mit Maskendarstellungen bedeckt. Auf der Rückseite des Gebäudes (Norden) sind die Wände glatt, aber leicht gestuft. Das obere Gebäude hat an den Ecken der glatten Wände Kaskaden von Masken. Die Wandfläche oberhalb des einfach gehaltenen, aber weit vorspringenden Frieses, ist gänzlich mit Maskendarstellungen dekoriert.

### Gebäude 12

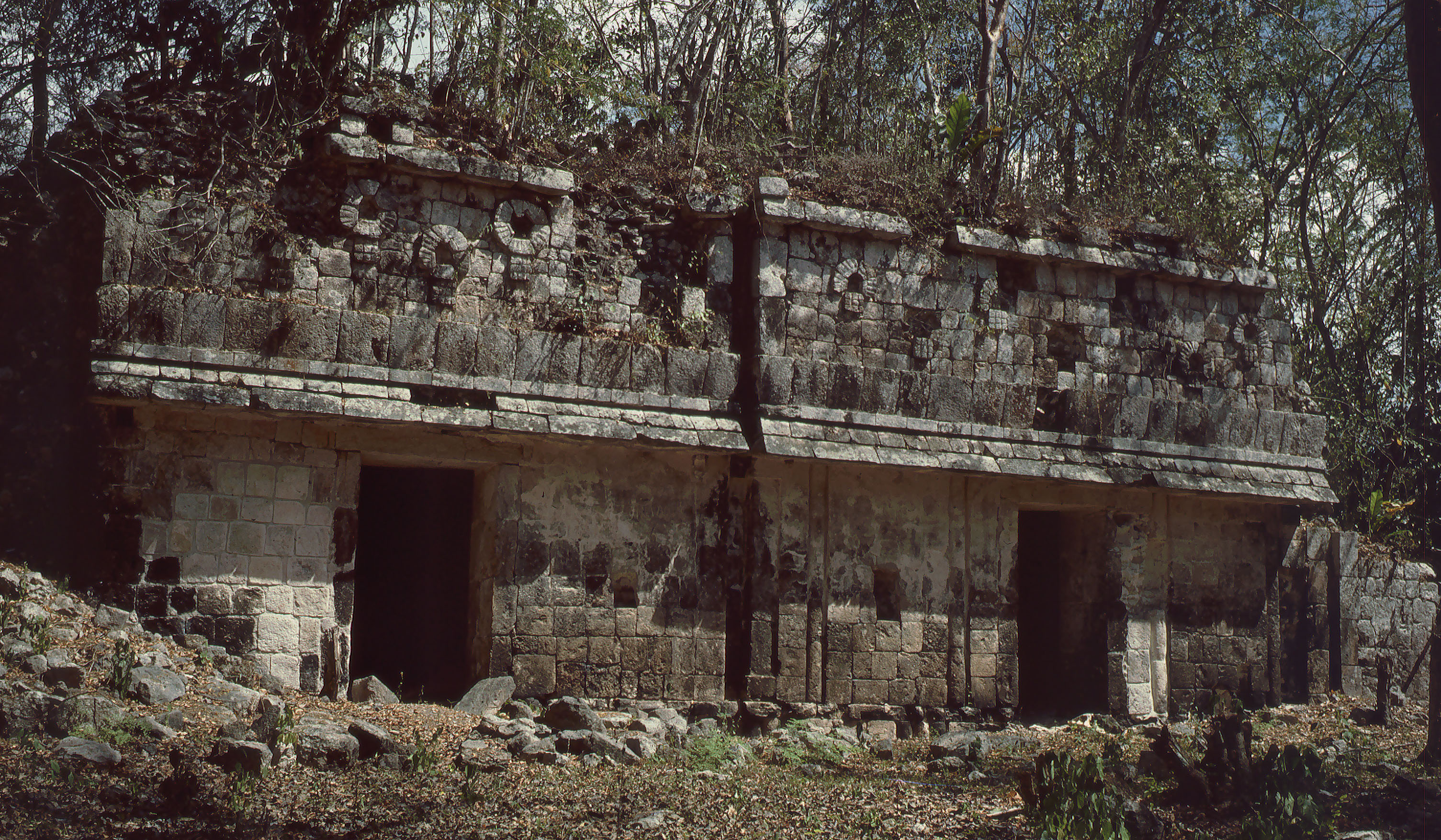
Gebäude 12

Dem „Palast“ schräg gegenüber (von Thompson irrtümlicherweise als Teil davon angesehen und mit der Raum-Nummer 12 bezeichnet) liegt das Gebäude, das auch entsprechend seiner Fassaden-Dekoration das Haus des Rosetten genannt wird. Vollständig erhalten sind zwei Räume am südlichen Ende des Baues. Die Gliederung entspricht dem Chenes-Stil, indem durch eine schmale, zurückgesetzte, scheinbare Fuge zwischen den Türen der Eindruck getrennter Häuser erweckt wird. Bemerkenswert sind die überdimensionalen Vorhanghalter auf der Innenseite der Türen.
- Fassaden

Die untere Wandfläche ist – so weit erhalten – glatt, im südlichen Teil sind, was sehr unüblich ist, einzelne Säulen eingesetzt. Der mittlere Fries ist einfach gestaltet und dreigliederig. Die obere Wandfläche zeigt Gruppen von großen, kreisförmigen Rosetten, auch dies eine ansonsten nicht übliche Dekorform.

## Südliche Gruppe

### Gebäude 3
Es handelt sich um ein aus zwei Raumreihen bestehendes Gebäude mit insgesamt fünf Innenräumen, von denen drei von der Vorderseite und zwei von der Hinterseite zugänglich sind.

### Gebäude 4

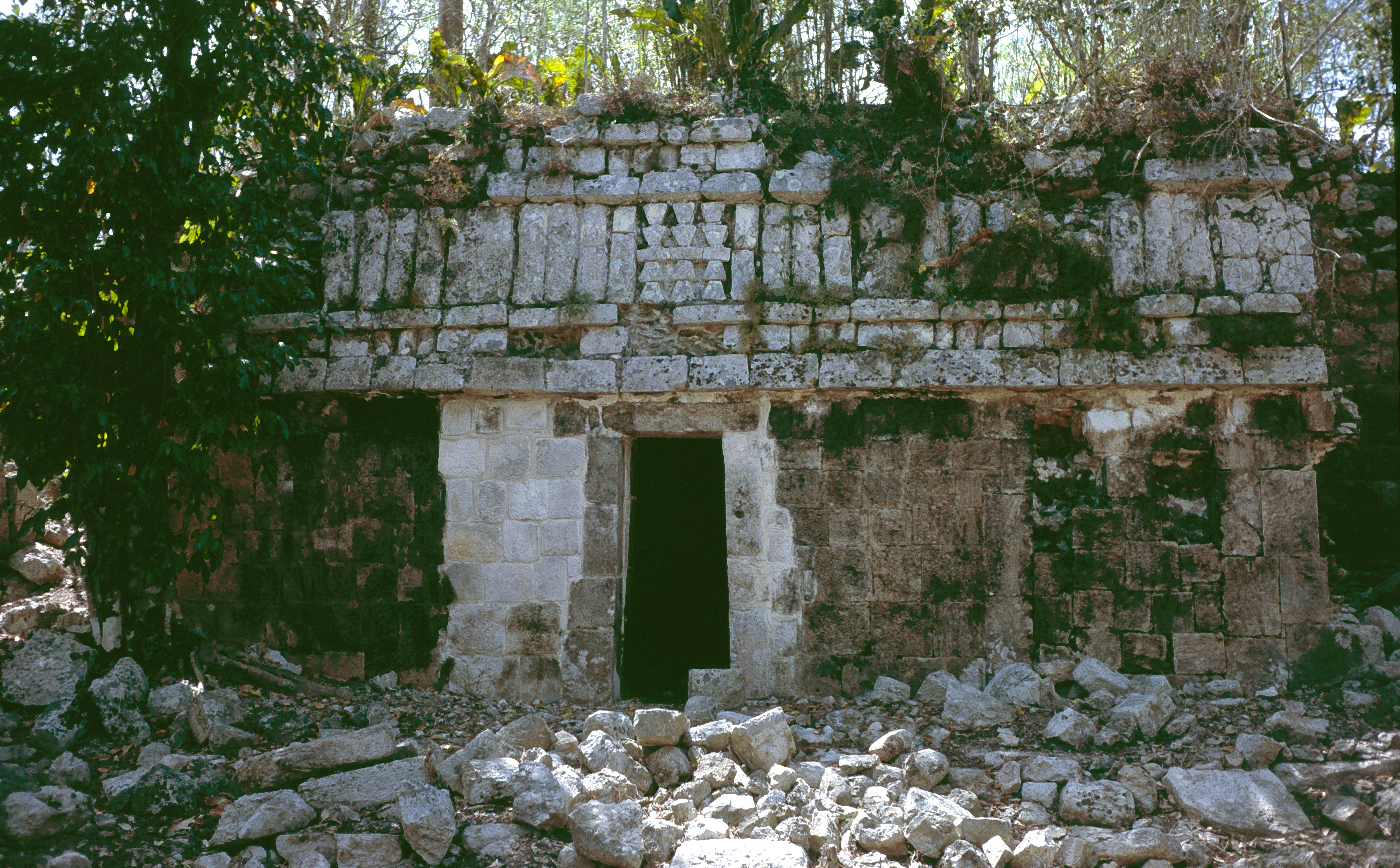
Gebäude 4

Mit nur einem kleinen Zwischenraum steht östlich des eben beschriebenen Baues das Gebäude 4 mit 9 Räumen, angeordnet um einen Kern aus Schuttmauerwerk. An der Vorderseite sind vier kleinere Räume in einer Reihe angeordnet. Von der Rückseite her sind drei Räume zu betreten, wobei sich hinter den beiden äußeren jeweils ein weiterer befindet, der von diesen zugänglich ist.

### Gebäude 5

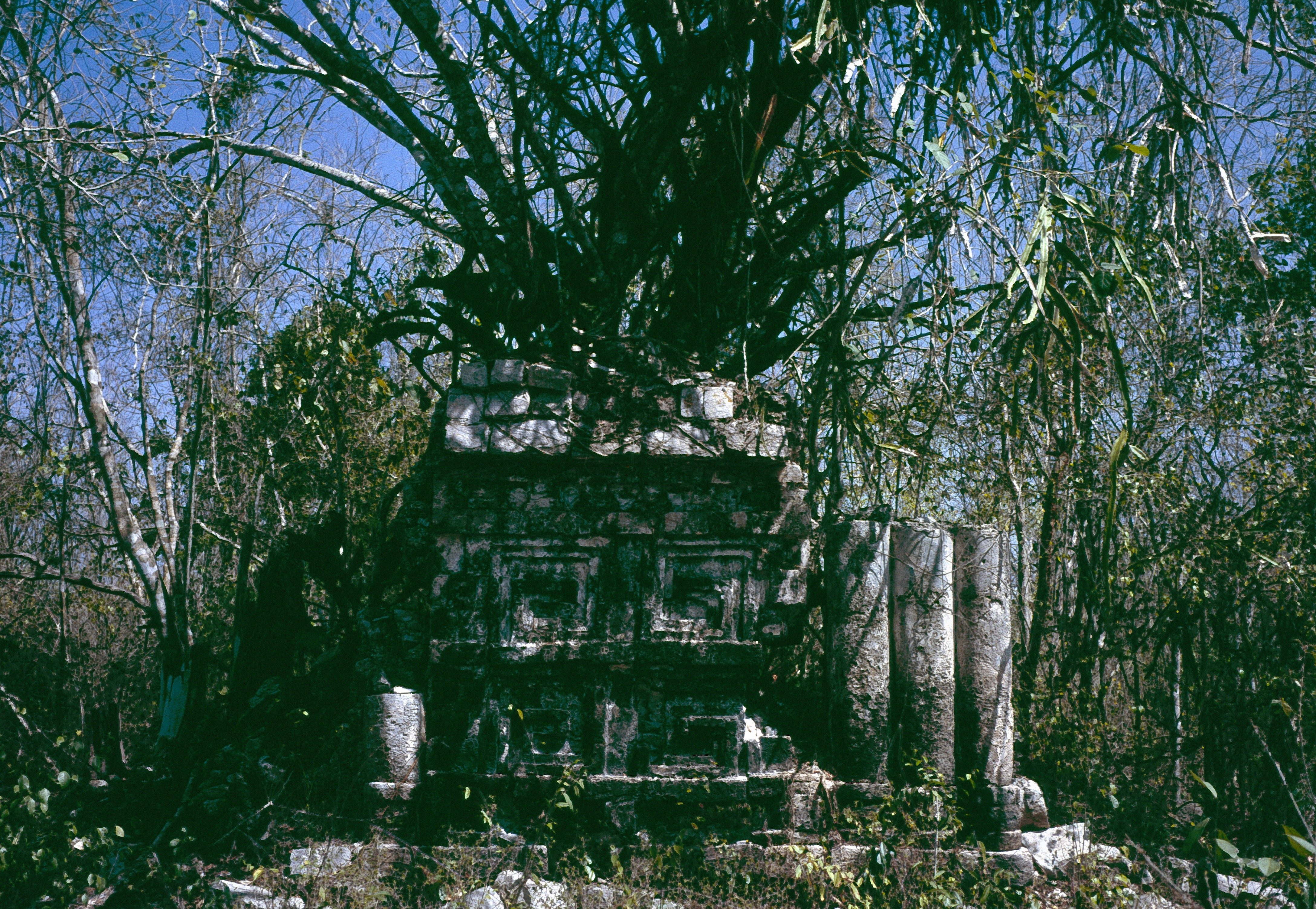
Gebäude 5

Eine Konstruktion aus einer, am östlichen Ende um einen vorgelagerten Raum erweiterten Reihe von Räumen. Erhalten ist nur ein kleines Stück der Fassade mit Stufenmäander und dieses Feld einrahmenden breiten Säulchen.

### Gebäude 6

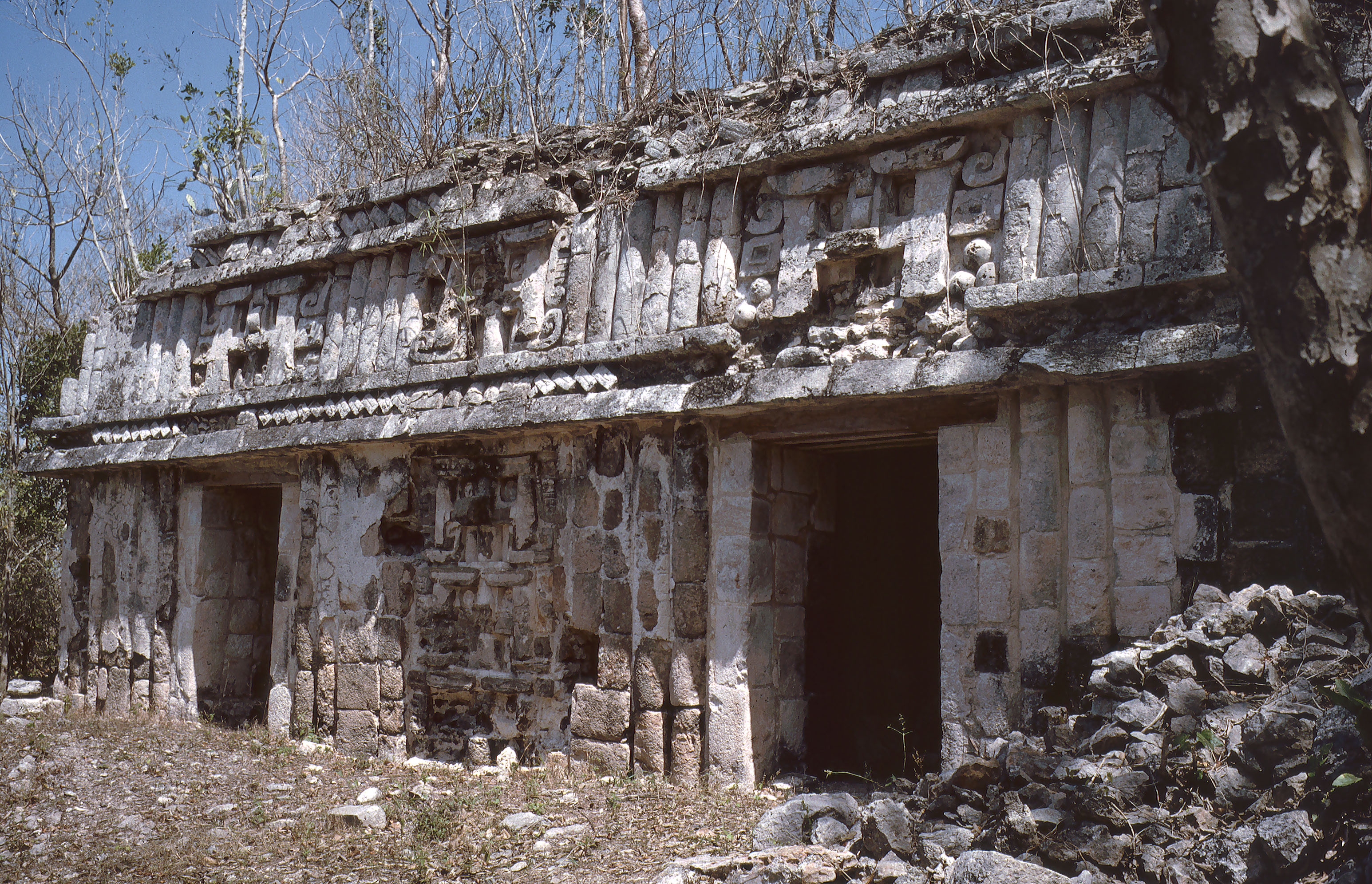
Gebäude 6

Das Gebäude steht am östlichen Rand einer großen Plattform und erstreckt sich in Nord-Süd-Richtung. Erhalten sind zwei Räume nördlich einer kleinen, pyramidenförmigen Erhebung (die nur als Schutthaufen erhalten ist), auf deren anderer Seite nach Thompsons Grabungen ein identisches Gebäude aus zwei Räumen existierte.
- Fassaden

Die untere Wandfläche rahmt die Türen durch Gruppen von zwei Säulchen ein. Zwischen den Türeingängen findet sich anstelle der üblichen Markierung einer scheinbaren Trennung der Gebäude eine große, dreifach gestaffelte, flache Maske. Das mittlere Gesims besteht aus zwei Elementen, die ein Band aus schräg gestellten Elementen einrahmen. Bemerkenswert sind die sehr breiten Ecksäulen und die Malerei-Reste auf der Unterseite der großen Deckplatten des unteren Gesimses über den Ecksäulen. In den oberen Wandfläche ist die kontinuierliche Gestaltung durch eine Säulchenfolge durch große, sehr stark abgewandelte Masken unterbrochen. Erkennbar sind neben der Nase die tiefen Augenhöhlen sowie am Rand die quadratischen Ohrschuck-Elemente.